# InuYasha
Az InuYasha (犬夜叉) japán manga- és animesorozat, amelynek szerzője Takahasi Rumiko.
A sorozat a címét a főszereplőjéről, InuYasháról kapta. Maga a név, „InuYasha” jelentése „kutyadémon” vagy „kutyaszellem”. (A magyar animefordításban a szellem kifejezés honosodott meg.) A sorozat teljes eredeti címe Sengoku Otogi Zōshi InuYasha (戦国お伽草子ー犬夜叉).
A sorozatot Magyarországon az RTL rendelte be, első két körben 104. részig német forgalmazótól kevert német-angol szövegkönyvvel érkezett, többnyire – német mintájú és saját – cenzúrázással vetítette 2004-2008 között, közben már 2004-ben vágatlanul átvette az A+, 53-104 rész között az A+ folytatta először, végül 2008-ban 113 részt követően többszöri korhatár-problémákkal az RTL nem volt hajlandó 16-os korhatárba átemelve tovább folytatni a teljesen leszinkronizált anyagot. Az ORTT kétszer felhívta az RTL figyelmét és szankcionálta, hogy a sorozat megfelelő módon 16-os korhatárral volna vetíthető. Második esetben a 103. résszel kapcsolatban cenzúrázott vetítés ellenére is. (Bár érdekes módon a 19-52 közötti cenzúrázott epizódok második vetítését nagyjából elfogadta egy aktuális országos rajzfilm-vizsgálat alatt.) Médiahatósági átalakulás után az NMHH újra megerősítette ezt egy országos teljes korhatározási szakvéleményben. (Ez fellelhető az interneten.) Minderről részletesen lentebb olvashatunk. A német mintájú vágás 19-104 rész között a német RTL II-től származik, a német RTL cég luxemburgi médiafelügyelet alá tartozva cenzúrázta a sorozatot, a 105. résztől Németország akkor még nem rendelkezett a sorozattal, 105-113 részek között a magyar RTL saját projektként cenzúrázott. (Illetve a 105. rész kivételes módon véres jelenet nélkül nem részesült cenzúrában.)

## Cselekmény

A Négy Lélek Ékköve

A történet Tokióban kezdődik. Egy középiskolás lány: Higurashi Kagome elszökött macskáját keresi, miközben betéved a családja tulajdonában lévő shinto szentélybe. A szentély lefedett kútja megnyílik és Kagome tovább zuhan egy portálon keresztül a múltba, eközben életre kelti Mukade Jourót, a százlábú szörnyet, a benne levő ékkő segítségével. Mikor Kagome magához tér, a feudális Japán Sengoku korszakában találja magát. Egy közeli faluban találkozik egy papnővel Kaedével. A papnőnek azonnal feltűnik, hogy Kagome szinte megszólalásig hasonlít halott nővérére, Kikyou-ra (Kikyou jelentése "harangvirág"). Kaede elmeséli, hogy nagyjából ötven évvel azelőtt nővére akkor halt meg, mikor egy félszellem (hanyou), InuYasha megpróbálta ellopni tőle a Négy Lélek Szent Ékkövét (Shikon No Tama). Kikyou halálosan megsérült a harc során, de még sikerült neki egy mágikus nyílvesszővel a félszellemet egy fához szögeznie (A fa egy időfa – Goshinboku). Az Ékkövet végül Kikyou testével együtt elhamvasztották, hogy azt magával vigye a túlvilágra.
Kiderül, hogy Kagome Kikyou reinkarnációja, és hogy az Ékkő az ő testében van. A százlábú démon rátámad a lányra, kitépi a testéből, majd lenyeli az ékkövet, ezzel még hatalmasabb erőre tesz szert. Mivel az ékkő, ha démon (Youkai) kezébe kerül, akkor megerősíti azt, de ha jó célokra akarják felhasználni, akkor egyszerűen megszűnik létezni, Kagome kénytelen kiszabadítani InuYashát, hogy az megküzdjön a démonnal.
Nem sokkal azután, hogy visszaszerzik az Ékkövet, rögtön mások is megpróbálják elrabolni tőlük.
Kagome véletlenül szilánkokra töri, a szilánkok pedig szétszóródnak az egész vidéken.
A történet valódi cselekménye itt kezdődik és a főhősök kalandját meséli el, mialatt az Ékkő szilánkjai után kutatnak.
Időközben feltűnik a legfőbb ellenség is, aki az egész gondot okozta. Naraku egy féldémon/félszellem (hanyou). Eredetileg egy bandita volt: Onigumo, akit Kikyou 50 éve egy barlangban ápolt, mivel az annyira megégett, hogy már mozogni sem bírt. Onigumo beleszeretett Kikyouba és féltékenységből odaadta a lelkét egy falka démonnak csakhogy új testet és erőt kaphasson amivel megszerezheti magának a papnőt. A démonok azonban átformálják a maguk képére, és mivel mindegyikük haragot táplált a papnő iránt, új életében már csak az érdekli, hogy megölhesse korábbi szerelmét.
Időközben InuYasha és Kikyo között elkezdtek csírázni egy kölcsönös vonzalom gyökerei, habár kezdetben a félig kutyaszellem is csak az ékkövet akarta a lánytól, hogy teljesen szellemmé változhasson és ne legyen két faj számkivetettje.
Tsubaki, egy sötét papnő el akarta kérni Kikyoutól akkoriban az ékkövet, mondván, hogy Kikyou úgysem tudja megtisztítani, mivel a szerelem amit InuYasha iránt érez meggyöngítette őt. Ám mind Kikyo, mind a saját mestere elutasította és ez olyan törést okozott neki, hogy haláláig kegyetlen ellensége maradt az Ékkő őrzőinek és InuYashának is.
Megkísérelte egy átokkal megölni Kikyout, ám ő visszafordította ellene, aminek a nyoma ottmaradt az egyik szemén. Tsubaki kétségbeesve sérült szépsége miatt az örök fiatalságért cserébe eladta magát a démonoknak.
Naraku Tsubaki kudarca után InuYasha alakját öltötte magára, és így támadt rá Kikyoura, aki kedvesére várt, hogy odaadja neki az ékkövet. InuYasha ugyanis megígérte Kikyounak, hogy emberré válik, hogy együtt élhessen vele a faluban. Ez az áldozat mindkettejüket felszabadította volna, az Ékkő elveszíti az erejét, így a papnő szolgálatára sincs többé szükség, aki szabadon férjhez mehet.
Naraku mindkettőjüket tőrbe csalja. Kikyout halálosan megsebzi InuYasha képében, InuYashát pedig megtámadja Kikyou képében. Végül a csalódott InuYasha a faluba siet, hogy ellopja az ékkövet, de a valódi Kikyou addigra odaér és utolsó erejével az Idő Fájához szögezi a féldémont. Mivel Kikyou nem akarta megölni, egy mágikus vesszővel szögezte őt oda, így InuYasha csak elaludt és nem halt meg – ezenkívül az idő számára megállt. Kikyo felhasználhatta volna az ékkövet, hogy megmentse saját életét, de nem tette. Inkább a halált választotta, mert kedvese nélkül nem akart tovább élni.
Tehát Naraku, aki elválasztotta InuYashát és Kikyout, most az ékkőre feni a fogát. Időközben InuYasha és Kagome új barátokra és egyben útitársakra is lelnek Miroku (a szerzetes), Sango (a szellemirtó) és Shippo (a rókaszellem) személyében.

## Fegyverek

### Csonttörő
Japán név: Hiraikotsu

Magyar név: Csonttörő
Sango fegyvere. Igazi szellemirtó fegyver, amit eldobva megsemmisíti az ellenséget. Mérete és súlya elég nagy. (Ahhoz képest Sango félkézzel dobálja.) A csonttörő még Sango apjáé volt, amit később lányának adott. Szellemek csontjaiból áll, melyet a szellemirtók speciális módszerekkel megtisztítottak a gonoszságtól. A bumerángban azonban továbbra is jelen vannak a szellemek, erőt kölcsönözve annak. A Csonttörő szellemei hűségesek gazdájukhoz ám ezt viszont is elvárják, Sangónak tehát ügyelnie kell arra, hogy rendesen karbantartsa a bumerángot és ne tegye ki túlzott megterhelésnek. Emiatt később még lesznek gondjai (a mangában). Hatalmas méretének köszönhetően pedig pajzsként is használható. A mangában még további képességekre tesz szert.

### Varázsigék
Japán név: Fuda, O-Fude

Magyar név: varázsigék
Miroku általában ezekkel szokta kiűzni a tehetősebb nemesek házából a megszálló szellemeket. Megtisztításra használja.

### Tessaiga
Japán név: Tessaiga (szokás Tetsusaigának is írni, ez azonban a hiraganák hibás olvasatából ered, akkor is Tessaigának ejtik.)

Magyar név: Tessaiga
InuYasha kardja, amit apja agyarából készítettek. Apja sírhelyén találtak rá, és csak ember foghatta meg, ez esetben Kagome. InuYasha csak akkor tudja használni a kardot, hogyha megvéd vele egy embert. A démonok és szellemek nem tudják megfogni. Az egyik részben azonban Sesshoumaru a kard akarata ellenére megfogta, és csapást mért vele InuYashára. A Tessaiga hatalmát lehet növelni, hiszen a kard magába tudja szívni a különféle erőket. Az emberek kardjának nevezik.
Inuyasha folyamatosan tanulja a használatát.
Támadásai:
~ Kaze no Kizu – Szélborda (Szélvágó)
~ Bakuryuuha – Ellenhullám: Csak youkai ellen használható, InuYashának az ellenfél jyakiját (aura) látnia kell hozzá.
~ Vörös penge (Vérpengék)
~ Pikkelyes Tessaiga
~ Kongo so hua – Gyémántlándzsacsapás (anime, final act)
~ Meidou Zangetshua – Az alvilág kapujának technikája, ami az ellenséget egyenesen pokolra taszítja. Sesshomaru kardjának a technikája volt, de Inuyasha elvette tőle egy csata alkalmával.
A kard, amelyet körülleng a pusztítás aurája. Egyetlen csapására százak hullanak el. Csak halandók védelmére használható.

### Tenseiga
Japán név: Tenseiga

Magyar név: Tenseiga
Sesshoumaru kardja, amit apja, InuTaishou hagyott rá. A kard képes arra, hogy a halottak testénél megjelenő túlvilági küldötteket elpusztítva, az illetőt visszahozza az életbe, ám egy emberen csak egyszer lehet használni.
Van még egy támadása a kardnak, a Meidou Zangetsuha. Ez a támadás erős, és a pokolra küldi az ellenfelet. De Sesshoumaru csak később fedezi fel ezt a technikát és Inuyasha a Tessaigával el is veszi tőle.
Később az is kiderül, hogy a Tenseiga valamikor a Tessaiga része volt. A kard mindig megmenti Sesshoumaru életét. A Mennyek kardjának is nevezik. Egyetlen csapása ezrek életét menti meg. Ezen kívül még két kardot hagyott hátra InuTaishou: a Tessaigát, a Halandó világ kardját, és a Sou'ungát, a pokol kardját.

### Szent Bot
Japán név: Shakujo

Magyar név: Szent bot
Miroku kézi fegyvere. Hatalmas ütéseket tud vele mérni az ellenfelére. A rossz akadály eloszlatásában is segít.

### Szélörvény
Japán név: Kazaana

Magyar név: Szélörvény
Miroku családjában történt egy tragédia, Naraku megátkozta Miroku egyik ősét – a nagyapját – a Szélörvénnyel, így az egy napon saját örvénye áldozatává lett és meghalt. Miroku örökölte az átkot, mivel ez férfiágon öröklődik, s ha Naraku nem hal meg, előbb vagy utóbb saját magát is beszippantja. Az örvény szinte bármit képes elnyelni, egyedül a mérgező dolgokat nem, mert az megmérgezi gazdáját. Ezért használja Naraku a mérges darazsakat Miroku ellen.

### Tokijin
Japán név: Toukijin

Magyar név: Tokijin
Sesshoumaru kardja. Egy erős démon agyarából készítette egy gonosz kováccsal. A démont korábban Inuyasha megölte, így óriási gyűlöletet raktározott el magába a kard. A Toukijinnek hatalmas pusztító ereje van. Ártó gonosz aurája a tiszták számára érezhető.

### Szent nyílvessző
A szent nyílvesszők a Mikók, azaz a Shinto papnők fegyvere. Maga a nyíl is lelkekből készült, így csak a gonoszt tudják megsebezni.
A szent nyílvesszőnek kétfajta támadása van:
- Hama no Ya – a tisztító nyílvessző
- Fuuin no Ya – az örökálom nyílvessző (ezt használta Kikyo InuYasha ellen)

A nyíl az ékkőszilánkok erejével sokkal erősebbek, így volt képes Kagome elpusztítani a papnőfaló démont.

### Villámpenge
Villámok pengéje: ez egy lándzsa, amit a Villám fivérek egyik tagja, Hiten használt. A fegyver halálos erejű villámcsapásokat képes létrehozni.

### Démonfésű
Oni fésűje: Oni fésűje az a tárgy, amibe Yura, a hajboszorkány áthelyezte a lelkét. Így a teste képes ellenállni a nagy erejű támadásoknak is, de ha egyszer a fésű megsemmisül, Yura is vele együtt hal.

### Kétfejű bot
Ennek segítségével kutatta Jaken Sesshoumaru és InuYasha apjának sírját. Sesshoumaru azt remélte, hogy a bot segítségével még InuYasha előtt az ő birtokába kerülhetne a Tessaiga. A bot ezen kívül képes tüzet okádni, és persze Jaken első számú fegyvere.

### Amakoi háromágú szigonya
Amakoi szigonya: a hamis Vízisten, egy szellem lopta el a fegyvert a valódi istennőtől. A szigony használata isteni erőkkel ruházta fel újdonsült használóját, elég erős ellenfelet képezve így belőle. Az szigony úgyszintén sok mágikus képesség birtokosa, ami tulajdonosát képessé teszi a vizek irányítására, amivel hatalmas hullámokat, felhőket és tomboló szelet képes teremteni.

### Shiori gömbje
A vörös kő: Shiori használja ezt a követ, hogy létrehozza a védőfalat, ami megvédi a nagyapját és a démondenevérek barlangját. InuYasha kettévágta a vörös követ, hogy megszerezze az erejét, ami képessé tette a Tessaigát arra, hogy áttörjön bármelyik védőpajzson.

### Banryuu
Banryuu: Bankotsu kardja talán a Shichinintai vezér legközelebbi barátjának nevezhető. Miután Bankotsu visszatért az életbe, egy egész kastélynyi embert kiirtott, csak hogy visszaszerezze hőn szeretett pengéjét, amit ékkőszilánkokkal javított meg, miután megrepedt a Tessaiga támadásától, a Kaze no Kizutól.

### JakotsuTou
Jakotsutou: Jakotsu kardja, egy trükkös penge, "zsanérokkal" felszerelve, ami így képes arra, hogy ismételten meghosszabbodva a távol lévő ellenfelen is sebezzen.

### Kanna tükre
Kanna tükre: a lány a tükre segítségével kiszívja az emberek lelkeit, és az irányítása alá vonja áldozatainak immár üres testeit. A tükör képes visszaverni az erős támadásokat is, például a Kaze no Kizut.

### Goraishi
Goraishi: amikor Kouga belépett a farkasdémonok törzsének temetőjébe, megkereste a törzse által legjobban becsült kincset, a Goraishit. Miután önzetlenül a kincs helyett inkább azt választotta, hogy megmentse Gintát és Hakkakut a temetőőrök lángjaitól, a karmokat ráruházták. Azt mondták a farkasok vezérének, hogy a karmok segítségével elháríthatja ékkőszilánkjairól Midoriko befolyását.

### Datsuki
Datsuki: Mujina mágikus kardja, amely képes magába szívni a legyőzött ellenfelek energiáit. Miután magába szívta a Szélbordát is a Tessaigából, erősebb lett, de aztán ismét találkozik InuYashával, és könnyedén összetörik.

## Szinkronszínészek
| Szereplő                  | Japán                         | Angol                                              | Magyar                                                          |
| ------------------------- | ----------------------------- | -------------------------------------------------- | --------------------------------------------------------------- |
| InuYasha                  | Jamagucsi Kappei              | Richard Ian Cox                                    | Moser Károly                                                    |
| Higurashi Kagome          | Szacuki Jukino                | Moneca Stori                                       | Molnár Ilona                                                    |
| Miroku                    | Cudzsitani Kódzsi             | Kirby Morrow                                       | Markovics Tamás                                                 |
| Sango                     | Kuvasima Hóko                 | Kelly Sheridan                                     | Bogdányi Titanilla                                              |
| Shippo                    | Vatanabe Kumiko               | Jillian Michaels                                   | Steiner Kristóf                                                 |
| Kikyo                     | Hidaka Noriko                 | Willow Johnson                                     | Szabó Gertrúd                                                   |
| Shesshomaru               | Narita Ken                    | David Kaye                                         | Damu Roland (A magyar hangja) Varga Gábor (A 4.mozi filmben)    |
| Naraku                    | Morikava Tosijuki             | Paul Dobson                                        | Láng Balázs                                                     |
| Kagura                    | Ógami Izumi                   | Janyse Jaud                                        | Csampisz Ildikó                                                 |
| Kanna                     | Nogami Jukana                 | Janyse Jaud                                        | Mánya Zsófia                                                    |
| Kaede                     | Kjóda Hiszako                 | Pam Hyatt                                          | Kassai Ilona                                                    |
| Miyoga                    | Ogata Kenicsi                 | Paul Dobson                                        | Pálfai Péter                                                    |
| Koga                      | Macuni Taiki                  | Scott McNeil                                       | Előd Álmos                                                      |
| Kohaku                    | Jadzsima Akiko                | Alex Doduk                                         | Berkes Bence (halála előtt), Czető Ádám (halála után)           |
| Rin                       | Noto Mamiko                   | Brenna O'Brien                                     | Kántor Kitty                                                    |
| Dzsaken / Jaken (Németül) | Nagasima Júicsi               | Don Brown                                          | Katona Zoltán                                                   |
| Higurasi Szóta            | Nakagava Akiko                | Saffron Henderson (a mozifilmben Rebecca Shoichet) | Jelinek Márk Berkes Bence 38.rész                               |
| Kagome anyja              | Dodo Aszako                   | Cathy Weseluck                                     | Sz. Nagy Ildikó (Az első és a harmadik mozifilmben Farkas Zita) |
| Kagome nagyapja           | Macuo Ginzo és Szuzuki Kacumi | French Tickner                                     | Szalai Imre                                                     |
| Ginta                     | Josino Hirojuki               | Paul Dobson                                        | Kisfalusi Lehel                                                 |
| Hakkaku                   | Kisio Daiszuke                | Alistair Abell                                     | Stern Dániel                                                    |
| Hacsiemon                 | Nakadzsima Tosihiko           | Terry Klassen                                      | Csuha Lajos                                                     |

## Zeneszámok és média

### Openingek – Nyitódalok
Előadó és dalcím: V6 – Change The World (1-34. epizódig)
Előadó és dalcím: Hitomi – I am (35-64. epizódig)
Előadó és dalcím: Nanase Aikawa – Owari nai Yume (65-95. epizódig)
Előadó és dalcím: Every Little Thing – Grip! (96-127. epizódig)
Előadó és dalcím: Tackey & Tsubasa – One Day, One Dream (128-153. epizódig)
Előadó és dalcím: Hitomi Shimatani – Angelus (154-167. epizódig)

### Endingek – Záródalok
Előadó és dalcím: Dream – My Will (1-20. epizódig, valamint 166-167. záróepizódok)
Előadó és dalcím: Do As Infinity – Fukai Mori (21-41. epizódig)
Előadó és dalcím: Hamasaki Ayumi – Dearest (42-60. epizódig)
Előadó és dalcím: BoA – Every Heart (61-85. epizódig)
Előadó és dalcím: Do As Infinity – Shinjitsu no Uta (86-108. epizódig)
Előadó és dalcím: Day After Tomorrow – Itazura na Kiss (109-127. epizódig)
Előadó és dalcím: Namie Amuro – Come (128-148. epizódig)
Előadó és dalcím: V6 – Brand New World (149-165. epizódig)

### Mozifilmek dalai
1. Mozifilm – Az időt felülmúló szerelem
Előadó és dalcím: Hamasaki Ayumi – No more words (záródal)
2. Mozifilm – Kastély a tükör mögött
Előadó és dalcím: Every Little Thing – Yura Yura és Ai no Uta (záródal és betétdal)
3. Mozifilm – A világhódítás kardjai
Előadó és dalcím: Namie Amuro – Four Seasons (záródal)
4. Mozifilm – A vörösen lángoló Haurai-sziget
Előadó és dalcím: Do as Infinity – Rakuen (Paradise) (záródal)

## Hazai vetítés
Kezdet: a sorozatot eredeti japán változattal az RTL Klub hozta el számunkra és 2004. július 25-én kezdte vetíteni. Egyelőre 52 részre származott licensz. Az RTL vetítése vasárnap délelőttönként a Kölyökklub gyermeksávot követően 12+ korhatárral történt, azonban vágatlan vetítéshez a programfelelősök számára is kevésnek bizonyult a korhatár-besorolás. Az RTL mégsem tervezett egy rajzfilmet éjjel vetíteni és így a 19. résztől alternatív megoldást jelentett a német RTL partnercégtől származó cenzúrázási minta. (A német RTL II szintén vágva vetítette a sorozatot 19-104 rész között.) Azonban ekkor már nézői panasz érkezett az ORTT-hez és így a médiahatóság szakértői vizsgálatot indított, a vizsgálat elhúzódott egészen 2005. év nyaráig. Időközben 2004-ben friss indulásával az A+ (televízióadó) partnerkapcsolatot alakított ki az RTL-lel és gyorsabb ütemben haladva vetíteni kezdte vágatlanul az 52 részt. (A partnerkapcsolat az RTL-től származva többféle anime vetítésére jogosította fel több éven át.) Ugyan – az RTL vetítésével nem szembenállva – szintén 12+ korhatár-jelzéssel látta el a sorozatot, ám az A+ valójában a cseh jogrendszerhez tartozott és azáltal már a napi indulásával este 8 órától is vágatlanul futhattak hasonló filmek. Az A+ 2005. év tavasszal eljutott az 51. részig, az RTL vetítését lekörözve az 52. rész ekkor még ismeretlen okból kimaradt és újabb vetítéssel júniusban került pótlásra. Július 12.-én (azóta megszűnt) Japanimánia rádióadásban hír érkezett arról, hogy az RTL máris újabb 52 részt szerzett meg. Ám fekete felhők érték el az RTL vetítését, ugyanis az ORTT lefolytatta a tartalmi vizsgálatot és több átfogó problémát is vélt a délelőtti vetítéssel. Határozat értelmében az InuYasha vágatlanul 16-os korhatárral esti 9 órától hajnali 5 óráig volna vetíthető nálunk. (Hasonlóan a Dragon Ball Z-hez.) Augusztusban jutott el az RTL az 52. részhez és egy kis ideig nem folytatódott a vetítés sehol.
Második periódus: 2005. december 24-én az A+ folytatta a sorozat vetítését. 2006. év tavaszán az RTL ismételni kezdte a 19-52 között számozott vágott epizódokat, miközben az ORTT pont egy nagyszabású rajzfilm-vizsgálatot indított. Ám szerencsére az időszakban éppen adott epizódokra nem szabott ki szankciót és nagyjából elfogadhatónak tartotta a cenzúrát. Ellenben azt kikötötte, hogy vizsgálat alatt lesz tartva a sorozat vetítése. Az A+ 2006. június 18-án elérkezett a 104. részhez, ami függővéggel zárul. Meglepő módon 2006. augusztus 22.-én az RTL újra vetíteni kezdte a sorozatot az 1. résztől – az eddigi berögzült szokásától eltérően – hajnalonként 16-os korhatárral és a hétvégi rendszeresség helyett többféle napon át hajnali 2-5 óra között váltakozva. Ekkor így csak a vágatlanul maradt 18 részt vetített le újra, amire alábbi magyarázat lehetséges. A forgalmazó további folytatás vásárlásakor kiköthette a kimaradt 18 rész leismétlését is. Az RTL nem kezdeményezett saját vágást, inkább bevállalt egy gyors éjszakai vetítést, illetve ez akár egy éjszakai próbavetítés is lehetett. (Időközben az A+ vetítése és a DVD-kiadás sikeres volt.) Bár a Dragon Ball Z esetén csődöt mondott azzal az RTL, hogy éjfél körül újrakezdte az 1. résszel. Eleinte a rajongók úgy vélték, hogy talán mégis meggondolja magát az RTL és további epizódok is jöhetnek éjjel. De ez nem így történt. Ezután még sokáig hiába várták a rajongók a folytatást, illetve vágatlan folytatás már soha nem adódott meg.
Utolsó periódus és hanyatlás: 2006 októberében a szinkronstúdióból Molnár Ilona bejelentette, hogy megkezdődött az utolsó epizódcsomag szinkronizálása. (Egészen a 167. részig.) Ám az A+ már nem igazán szolgált információval, hogy mikor tudná megszerezni a végső folytatást. Már 2006-ban megszűnt a partnerkapcsolat az RTL-lel, 2007-ben ráadásul az A+ TV-t felváltotta az Animax, és ekkor már csak 53-104 között számozott epizódcsomagra maradt vetítési jog. 2007. március 18-án az RTL az 53. résszel visszatért hétvégi vágott vetítésre. Az Animax információja szerint az RTL másik forgalmazótól sajnos exkluzív jogot kapott a sorozat befejezésére, tehát egészen addig más csatornára nem lehetett volna átruházni. Ez már előre komoly aggodalmakat váltott ki. 2008. július 6.-án a 103. rész került adásba az RTL-en és egy nézői panasz úgyszólván az utolsó szöget ütötte be. Ugyanis az ORTT megelégelte az RTL hozzáállását és eléggé vaskalapos szigorral lépett fel az epizód teljes tartalmára nézve. A tartalmi vizsgálat valójában 1 évvel később zajlott le és így – a 104. részt követően 1 hét után szünet nélkül – július 20-án országos magyar premierként adásba került a 105. rész. Ám a következő részek vetítésében már rendkívül sok vágásnak lehettünk tanúi. A cenzúrázást pedig ezúttal már a magyar RTL intézte saját szakállra, ugyanis ekkor még a német partner sem jutott tovább 104 résznél. Szeptember 21.-én adásba került a 113. rész, ezt követően az RTL örökre elkaszálta a vetítését, és ezzel megbélyegezte a sorsát. Az oka nincs teljesen tisztázva, mert a 103. résszel kapcsolatos szankciót csak 1 évvel később kapta az RTL. Közben az Animax frissítette a jogot az 53-104 közötti adagra és szeptember 13.-án újraindította heti 2 résszel. Az Animax azzal a reményteli megfontolásból invesztált be erre, hogy idővel átveheti folytatást. Miután az RTL teljesen elzárta a csapot, az Animax 2009-ben bejelentette szándékát az alapsorozatot követő "InuYasha: The Final Act" zárósorozattal kapcsolatosan és arra tiszta joghatás lett volna érvényben. Ám nem megerősített információként felbukkant az, hogy az RTL jogilag is lemondott az alapsorozatról és felajánlotta a jogokat. Innentől már az Animax sem közölt információkat és ráadásul elindult a csőd felé. (2014-ben megszűnt.) Rövid időn át az 53-104 közötti adagot – az Animax partnereként – az AXN Sci-fi is vetítette. Eleinte az RTL-hez hasonlóan hétvégi délelőttönként, ám vágatlan vetítés a brit Ofcom médiahatóságnak sem nyerte el a tetszését és így átkerült hajnalra. Az Animax 2009 szeptemberétől 2 éven keresztül négyszer vetítette le az 53-104 közötti etapot és 2011. szeptember 4-én utoljára jutott el a 104. részig. Azóta egy TV-társaságnak sem állt szándékában kimenteni a sorozatot.

## Kapcsolódó linkek
- InuYasha WebSite Archiválva 2017. szeptember 29-i dátummal a Wayback Machine-ben
- InuYasha Magazin
- InuYasha – The Final Act

## Egyéb
Az InuYashának játékadaptációja is készült PlayStationre.